# 林水泉
林水泉（1937年6月20日—2023年8月3日），台北市人，台灣的民主運動從事者與白色恐怖時期政治犯。

## 生平
林水泉在商業學校畢業後，於1950年底高玉樹等黨外前輩鼓勵下參與助選，因為選舉時期批評國民黨的言論，被以「蠱惑人心」為由，送往小琉球進行管訓，之後又被遣送大鵬農場進行思想改造。1961年出獄後，林水泉重新參選，1964年當選第六屆台北市議員。
1965年，林水泉與呂國民、張明彰、林中禮、許曹德、陳清山等人組織「全國青年團結促進會」，主張推翻國民政府，並且派人前往日本會晤史明、辜寬敏等人，結果被調查局線民滲透，林水泉被捕，於1967年以「從事臺灣獨立運動、企圖羅致少數不滿的青年」，陰謀從事顛覆與「有意邀集遊民炸毀油廠及重要橋樑」判處十五年有期徒刑，並移送綠島，1977年才因蔣介石逝世的大赦而被釋放。
林水泉出獄後仍然投入民主運動，曾經在陳水扁參選台北市議員時出馬助選，也曾經擔任民進黨中央黨部顧問；2004年7月林水泉的政治案件以「戒嚴時期人民受損權利回復條例」卻未獲平反。2005年2月15日，林水泉於美國紐約聯合國廣場前切腹自盡，以抗議聯合國長期排斥台灣申請加入聯合國的做法，不過獲救。
現在定居在美國洛杉磯的老政治犯林水泉，1961年，才26歲的他當選台北市議員，成為全國最年輕的市議員。但是因他在選舉期間多次批評蔣介石政權，當選後，竟遭台北市警察局松山分局以流氓為由提報管訓，直到1962年底才釋放。為了平反名譽，林水泉在2001年起，就陸續向法院提請冤獄賠償之訴。
官司打了好幾年，雖然，林水泉也提出多次服勞役、遭剝奪人身自由等證明，但卻遭司法院冤獄賠償覆議委員會以相關單位並無資料，不符合冤獄賠償、人民受損權利回復條例規定為由駁回，2004年年底更被台北地院駁回更改原先勝訴判決。
根據林水泉律師簡炎申指出，國策顧問黃華與林水泉兩人同為因「流氓」為由被移送管訓，但是在冤獄賠償官司上之所以會有不同的際遇，除了法官對於法條的不同適用外，主要原因還是在於「戒嚴時期人民受損權利回復條例」第六條僅規定人民要因犯內亂、外患罪等罪，才能獲得賠償。這樣的規定相當不合理，立法院應該儘快進行檢討。
戒嚴時期，林水泉與黃華因選舉期間批評當局，被提報流氓管訓的情形有許多類似之處。林水泉是在1960－1年參選台北市議員當選後，被台北市警察局松山分局提報流氓管訓，羈押管訓575天；而黃華則是在1963年年底參選基隆市議員時，被基隆市警察局提報流氓，羈押管訓917天。2000年民進黨執政後，林水泉就提出平反官司，台北地院於2001年9月18日判決賠償；黃華的官司雖然提的比較晚，但是桃園地院卻於2001年6月18日判決黃華勝訴。
根據規定，對於冤獄賠償判決，最高法院檢察總署可以提出上訴到司法院冤獄賠償審議委員會，也可以不予上訴，讓平反判決定讞。但是，在黃華勝訴後，檢察總署沒有提上訴，卻在林水泉勝訴後，不斷提出上訴，並由司法院二度發回更審，致使台北地院於2004年12月17日判決林水泉敗訴。
而林水泉透過「財團法人戒嚴時期不當叛亂暨匪諜審判案件補償基金會」求償的聲請，卻也於2004年12月10日，也就是國際人權日當天遭到駁回。對於這段經歷，林水泉相當不平，他與黃華的案例幾乎一模一樣，可能是因為黃華有了國策顧問頭銜，所以才能獲得平反。
對此，與林水泉是好友的黃華也說，的確林水泉很怨嘆。當初，是林水泉在台北地院初審時贏了冤獄賠償官司後，他才知道可以藉由這個管道平反。而他也在林水泉的介紹下，才去找簡炎申律師擔任他的訴訟代理人，他完全可以瞭解林水泉的心情；或許是因為，他的官司是桃園地院，林水泉的官司則在台北地院，桃園地院比較好罷？
不過，同為兩人訴訟代理人的簡炎申卻是直言，兩人官司際遇不同，固然與司法人員解釋法律的心態有關，不過真正的問題卻是在相關的平反法律上僅限制需受叛亂罪判決的被告才能獲得賠償；這與戒嚴時期當局隨意抓人的實情相去甚遠。所以，造成了有的真正流氓因為被以叛亂最移送，卻能獲得賠償，但是，像林水泉等真正政治犯被以流氓罪名逮捕的，卻不能獲得平反。據他瞭解，當事人林水泉曾就此事向前法務部長陳定南請願過，希望政府能提出法律修正案，不過，卻沒有任何回應。
2023年，法務部依據「促進轉型正義條例」修正後的平復行政不法之規定，認定林水泉所受之矯正處分為行政不法，並於3月8日決議撤銷其處分。此案成為首件依該條例修正後申請平復行政不法成功之案例。政府將公告周至，並塗銷相關前科紀錄，以還林水泉清白與名譽。
2023年8月3日晚間7點，於美國洛杉磯病逝，享壽86歲。